# Synkkää jynkytystä
Synkkää jynkytystä – minialbum fińskiego zespołu heavymetalowego Lyijykomppania wydany w 1991 roku przez wytwórnię płytową Bassmania Records. 

## Lista utworów
1. "Öljyn kaiku" - 04:30
2. "Jänisrutto" - 03:00
3. "Synkkää jynkytystä" - 04:23
4. "Rahaa!" - 00:40

## Twórcy
- Timo Rautiainen – śpiew, gitara elektryczna
- Esa Moilanen – perkusja, śpiew
- Olli Jaatinen – gitara basowa. śpiew